# イブ・ラフォンテーヌ
イブ・ラフォンテーヌ（Yves Lafontaine、1959年7月16日 - ）は、カナダ人の音楽家で、ヴァイオリン製作家および作家でもある。

## 少年時代
1959年7月16日、カナダのケベック州にあるグランメールという町に生まれる。母親はアマチュア画家のジャンヌ＝ダルク・ラフォンテーヌ（旧姓ブシエル）、父親はアマチュア歌手で銀行員のオンリ・ラフォンテーヌ。7人兄弟の6番目。
少年時代に音楽の勉強を始め、10代のころクラシックギターを弾き始めた。

## 学歴
1970年代後半から80年代前半にかけて、トロワリビエールのコンセルバトワール・ケベック（ケベック音楽院）に通う。クラシックギターを、ジャン・バリエルに、室内音楽をウォルター・ヨアキムに、ビオラをアルフレッド・フィレクに師事。2サイクル目の終わりに、コンセルバトワールを辞め、すでに活動していたプロのクラシックギタリストの道に専念する。
1983年、クラシックギター演奏にさらに磨きをかけるため、アレクサンドル・ラゴヤ、カレル・ハルムスと共にフランスの「ニース夏期国際音楽アカデミープログラム」に参加する。ギター奏法の他、楽典クラスにも参加しジャック・シャイエに師事、その他指揮法のクラスにも参加しFernand Quattrocchi（フェルナン・クアトロキ）に師事。
1985年から86年にかけて、ドイツのバイヤン州立図書館およびスペインのマドリード国立図書館にて、ルネッサンス期からバロック期のはじめにかけて使われていたリュートの表記法（タブラチュール）を深く研究した。カナダに戻り、モントリオールのマッギル大学に入学、1991年に卒業し、東アジア研究の学士号を取得。その後日本の文部省助成金により1991年に筑波大学の日本語科に入学した。卒業後、これも日本文部省助成金により東京芸術大学の指揮科に入学し、卒業。
2007年、イタリアのロンバルディア地方局からの招待でバイオリン弓製作コースを修了。ジョバンニ・ルッキ、ピエール・ギヨームに師事。
2008年、クレモナにある「アントニオ・ストラディバリ」バイオリン製作スクールを卒業。そこではエルンスト・バイア、ジョルジォ・スコラーリ、ロレンツォ・マルキに師事した。
2010年、同じスクールでバイオリンの修復コースを修了。
アレッサンドロ・ボルティーニ、クラウディオ・アミゲッティ、アンドレア・オルトーナに師事した。

## 私生活
1993年9月9日、筑波大学在学中に出会った日本女性と結婚。二人の間には4人の子供がいる。ラフォンテーヌはカナダの国籍と日本永住権、イタリア永住権を持つ。英語、ドイツ語、フランス語、イタリア語、スペイン語、日本語を流暢に話す。2016年9月30日に離婚された。

## キャリア

### 指揮者
ラフォンテーヌはカナダで合唱団の指揮者としてキャリアを積み始めた。のちに楽器のアンサンブルのためのアレンジも行った。
1990年から日本で指揮者として活動をはじめる。
宇宿允人指揮のフィルハーモニア東京管弦楽団で副指揮者を93年から96年まで務める。正指揮者として活動した主な楽団は、成田交響楽団、幕張交響楽団、京都フィロムジカオーケストラ、ハイドン・シンフォニエッタ、オペラフィオーリ東京。
現在は主に高校のフランス語教師や演奏家や俳優などマルチに活動している。

### 演奏家
フランス、ドイツ、スペイン、ノルウェイ、カナダ、アメリカ、アジア各地で、クラシックギターとルネッサンスリュートのソロ演奏家として活動。
多くのラジオやテレビに出演し、独自のアレンジでの演奏も行った。
1992年に、帝国ホテルにて高円宮の御前で演奏した。
2006年から2年間、アントニオ・ストラディバリ・スクールのオーケストラで、ビオラを担当。

### 作家
母国語であるフランス語で詩を書いている。また、コンサートのプログラムでは、曲の成り立ちや楽典的視点からの解説を英語で書いている。
http://aaso.no/index.php?option=com_content&view=article&id=26:hostkonsert&catid=7:konserter-med-aso&Itemid=32
Combien vite est venu le soir,
deja ai les paupieres lourdes.
Au dehors tombe la nuit noire,
lune a la fete est faite sourde.
Ai maintenant le dos courbe,
depuis longtemps jeunesse a fuit.
Affaibli du poid des annees
ne chemine plus dans la nuit.
Que me reste-t-il a faire
que d'autre deja ne fut fait?
Conquises sont toutes les terres,
au mieux tranquille en coin me tais.
.
```
Facing the scythe / Sous la faux
```

Facing the scythe
My frail vessel on open sea,
rages a fathomless tempest,
welkin all thunder and lightning,
innards dyseptic, head in hands.
Tossed right and left and everywhere,
as if a trunk on the main deck,
no longer master of my fate,
windjammer coveting the depths.
The prow is aft, the stern fo'c'sle,
a drunken cork, my craft is flung,
crow's nest made brig in the steerage,
port side starboard in these waters.
whirls wild an eyeless hurricane,
I between anvil and hammer,
heaven and hell on shared threshold,
ryegrass or wheat, I face the scythe...

Sous la faux
Mon frêle esquif en haute mer,
Sans fin la tempête qui rage
Fendu le ciel de mille éclairs,
Miennes les tripes en œsophage. 
Balotté de dextre à senestre, 
Comme billot sur large pont,
De destinée ne suis plus maître
Que voilier convoite grands fonds.
Proue un moment est faite poupe,
Un liege soul, flotte bateau,
Haut du grand mât comme en soute, 
Bâbord est tribord en ces eaux.
Tourbillonne ouragan sans oeil,
Me trouve entre enclume et marteau,
Ciel et enfer partagent seuil,
Ivraie ou blé, suis sous la faux...

【日本語訳】
鎌の下
外洋の虚弱な船
終わりなき嵐と
天を割く千の稲妻が
五臓六腑をかき乱す
丸太のように
我が身は錐揉まれ
運命の選択権を失い
船は深海に憧れる
舳先（へさき）が艫（とも）
帆柱は船底に
右も左もないこの海で
酔ったコルクの如く漂う
絶え間なき狂飆（きょうひょう）
金床とハンマーのはざま
天国と地獄の入り口
麦わらか小麦か、死神の鎌の前に
※麦わらと小麦
聖書において「麦わら＝悪」、「麦＝善」という概念がある
翻訳遠藤曄  2020年 8月 14日
著者によって承認された翻訳
```
Riddle in rum offering. / Etrange offrande
```

Riddle in rum offering.
Sick, alone and penniless,
half-crazed wandering the streets,
quarry to a pack of hounds,
gnarling, growling all canines drawn.
How where when did I then stray
to find myself so fated
from my peaceful coracle,
to this mad moribund state?
I cannot tell, I know not,
everything is so confused,
my bones anon crushed to dust, 
into the whirling winds lost.

Treason, hatred, mystery,
whims of fate and vagaries,
very core of my being,
without where-from or whereto. 
Here these lines I note for you,
flimsy prospective reader,
that you may find in my word,
that I have not lived in vain.

What really will you have found ?,
a legitimate request,
the answer lies here within,
riddled in rum offering.

Etrange offrande
Malade et sans le sou,
plus seul qu’en forêt,
ci j’erre à moitié fou,
proie de meute aux aguets.  
Quel chemin pris-je donc
pour en arriver là,
qui me mena de jonque,
à presque en au-delà ?
Je ne saurais vous dire,
que tout est si confus,
perdu en vent qui vire,
en ai les os rompus.

Traitrise, haine et mystère,
destin et aléas,
sans but mon être erre,
en est brisé mon pas.
Ces lignes ci je te note,
toi lecteur incertain,
que trouve en ma note,
que n’ai vécu en vain.

Et qu’auras tu trouvé?
légitime est demande,
à quelle répondrai,
de cette étrange offrande.

【日本語訳】
奇妙な捧げもの
病み煩い無一文
樹海でただ一人
半狂乱で道なき道を行く
血に飢えた獣に追われ
どこで迷いこんだ
安寧な航海から
生と死の境目
運命の分かれ道に
わからない
混乱している
乱れる旋風に
骨は砕かれた
反逆、憎しみ、謎、 
必然と気まぐれ
行く手は五里霧中
足元もおぼつかない
やがて来たるきみよ
これなる詩篇を
見出したまえ
然らば悔いなし
刮目せよ
きみが求めんとする
答えはこの
奇妙な捧げものに
翻訳遠藤曄  2020年 8月 14日
著者によって承認された翻訳
```
  Chaff of destiny / De la mer emporté
```

Chaff of destiny
Tossed and flung by the rugged brine,
shattered against the fringing reef,
the lofty vessel of my youth,
rests in the dark and silent deep.
Rigging, now chaff of destiny,
henceforward useless the deck,
everything lost, mast and cordage
worthless, aweigh in nothingness.
Foreshadowed in subtle boding,
was the debacle of my craft,
today a frame hoary with age,
the might of my juvenile years,
My lot retold in an adage, 
madness or reason I know not,
too far from shore I have ventured 
searching for the lass of my heart.

De la mer emporté
Sur les récifs s’est brisé,
Le fier gallion de ma jeunesse,
De la mer forte emporté,
Fin d’un voyage qui n’eut de cesse.
Devait venir ce naufrage,
Ma modeste tragédie,
Que pieds trop loin du rivage,
Je m’en fus chercher mamie.
Vigueur de mes jeunes années,
Maintenant carrure chenue,
En l’abysse a sombrée,
Y apportant retenue.
Tout es’y perdu, mâts et cordages,
Le pont est ormais sans fonction,
Mon lot racontent maints adages,
Ne sais si folie ou raison.

【日本語訳】
運命の籾
暗礁に乗り上げ破砕せし
若人の証たるガレオン船
力強き波に導かれし航海は
制御不能の旅を終えぬ
この沈没は定めなり
我が小さき悲劇
親愛を追い求めんと
岸より遥かに離れん
若き活力は失せ
脆き立ち姿はf
奈落に沈む
あまたの船具もろともに
帆柱、舫い（もやい）を失し
人気なき甲板むなし
古より語られしことわざ
是か非か　否や
翻訳遠藤曄  2020年 8月 14日
著者によって承認された翻訳

## 楽器
ラフォンテーヌは、ギタリストのミゲル・アンヘル・ジロレが所持していた、マヌエル・コントレラス1世が1989年に製作したギターを演奏に使用する。また、ミケランジェロ・ベルゴンツィが1754年に製作したバイオリンを演奏に使用する。

## 受賞歴
ラフォンテーヌが製作したビオラは2007年に開催されたPisogne Violin Making Competition（ミラノにある出版社「NICPASSECH」‐Bernardino Telesio 通り17」からカタログが出版されている）で音響賞を受賞。

## ディスコグラフィ
プライベートレーベルで1枚のCDを出版。内容はバッハ、スカルラッティ、アルベニス、グラナドス、ファリャ、ロドリーゴ、ソル、プジョール。